# Скиннер, Эл
Альберт Ли «Эл» Скиннер-младший (англ. Albert Lee "Al" Skinner Jr.; родился 16 июня 1952 года в Маунт-Верноне, Нью-Йорк, США) — американский профессиональный баскетболист и тренер, играл в Американской баскетбольной ассоциации, отыграв два из девяти сезонов её существования, плюс ещё четыре неполных турнира в Национальной баскетбольной ассоциации. Чемпион АБА в сезоне 1975/1976 годов в составе команды «Нью-Йорк Нетс». В качестве тренера работал только в студенческих командах.

## Ранние годы
Альберт Скиннер родился 16 июня 1952 года в городе Маунт-Вернон (штат Нью-Йорк), а затем перебрался в деревню Малверн (округ Нассо, остров Лонг-Айленд), где он учился в одноимённой средней школе, в которой играл за местную баскетбольную команду.

## Статистика

### Статистика в НБА
| Сезон                                                                                    | Команда       | Регулярный сезон | Регулярный сезон | Регулярный сезон | Регулярный сезон | Регулярный сезон | Регулярный сезон | Регулярный сезон | Регулярный сезон | Регулярный сезон | Регулярный сезон | Регулярный сезон | Серия плей-офф | Серия плей-офф | Серия плей-офф | Серия плей-офф | Серия плей-офф | Серия плей-офф | Серия плей-офф | Серия плей-офф | Серия плей-офф | Серия плей-офф | Серия плей-офф |
| Сезон                                                                                    | Команда       | GP               | GS               | MPG              | FG%              | 3P%              | FT%              | RPG              | APG              | SPG              | BPG              | PPG              | GP             | GS             | MPG            | FG%            | 3P%            | FT%            | RPG            | APG            | SPG            | BPG            | PPG            |
| ---------------------------------------------------------------------------------------- | ------------- | ---------------- | ---------------- | ---------------- | ---------------- | ---------------- | ---------------- | ---------------- | ---------------- | ---------------- | ---------------- | ---------------- | -------------- | -------------- | -------------- | -------------- | -------------- | -------------- | -------------- | -------------- | -------------- | -------------- | -------------- |
| 1976/77                                                                                  | Нью-Йорк Нетс | 79               |                  | 28,6             | 43,1             |                  | 79,1             | 4,6              | 3,7              | 1,3              | 0,7              | 12,6             | Не участвовал  | Не участвовал  | Не участвовал  | Не участвовал  | Не участвовал  | Не участвовал  | Не участвовал  | Не участвовал  | Не участвовал  | Не участвовал  | Не участвовал  |
| 1977/78                                                                                  | Нью-Джерси    | 8                |                  | 34,6             | 40,6             |                  | 88,6             | 6,5              | 4,1              | 1,6              | 0,6              | 15,1             | Не участвовал  | Не участвовал  | Не участвовал  | Не участвовал  | Не участвовал  | Не участвовал  | Не участвовал  | Не участвовал  | Не участвовал  | Не участвовал  | Не участвовал  |
| 1977/78                                                                                  | Детройт       | 69               |                  | 18,5             | 46,8             |                  | 77,4             | 2,5              | 1,6              | 0,8              | 0,2              | 7,0              | Не участвовал  | Не участвовал  | Не участвовал  | Не участвовал  | Не участвовал  | Не участвовал  | Не участвовал  | Не участвовал  | Не участвовал  | Не участвовал  | Не участвовал  |
| 1978/79                                                                                  | Нью-Джерси    | 23               |                  | 14,5             | 44,0             |                  | 87,8             | 1,8              | 2,1              | 1,0              | 0,1              | 7,9              | Не участвовал  | Не участвовал  | Не участвовал  | Не участвовал  | Не участвовал  | Не участвовал  | Не участвовал  | Не участвовал  | Не участвовал  | Не участвовал  | Не участвовал  |
| 1978/79                                                                                  | Филадельфия   | 22               |                  | 14,0             | 40,4             |                  | 84,4             | 2,0              | 1,8              | 0,8              | 0,0              | 4,5              | 5              |                | 9,4            | 35,3           |                | 75,0           | 2,0            | 2,2            | 0,6            | 0,2            | 3,6            |
| 1979/80                                                                                  | Филадельфия   | 2                |                  | 5,0              | 50,0             | -                | -                | 0,0              | 1,0              | 0,0              | 0,0              | 1,0              | Не участвовал  | Не участвовал  | Не участвовал  | Не участвовал  | Не участвовал  | Не участвовал  | Не участвовал  | Не участвовал  | Не участвовал  | Не участвовал  | Не участвовал  |
|                                                                                          | Всего         | 203              |                  | 22,0             | 43,7             | -                | 80,8             | 3,3              | 2,6              | 1,0              | 0,4              | 9,3              | 5              |                | 9,4            | 35,3           |                | 75,0           | 2,0            | 2,2            | 0,6            | 0,2            | 3,6            |
| Наведите курсор мыши на аббревиатуры в заголовке таблицы, чтобы прочесть их расшифровку. |               |                  |                  |                  |                  |                  |                  |                  |                  |                  |                  |                  |                |                |                |                |                |                |                |                |                |                |                |

### Статистика в NCAA
| Сезон | Команда | Conf   | Class | GP | GS | MPG  | FG%  | 3P% | FT%  | RPG  | APG | SPG | BPG | PPG  |
| --- | ------- | ------ | ----- | -- | -- | ---- | ---- | --- | ---- | ---- | --- | --- | --- | ---- |
| 1971/72 | ЮМасс   | Yankee | SO    | 26 |    | 30,7 | 51,0 |     | 72,9 | 8,7  | 2,5 |     |     | 13,3 |
| 1972/73 | ЮМасс   | Yankee | JR    | 27 |    | 33,3 | 52,8 |     | 75,2 | 8,8  | 4,1 |     |     | 14,9 |
| 1973/74 | ЮМасс   | Yankee | SR    | 26 |    | 35,3 | 62,0 |     | 77,4 | 11,0 | 5,5 |     |     | 18,8 |
| Всего | Всего   | Всего  | Всего | 79 |    | 33,1 | 55,7 |     | 75,1 | 9,5  | 4,1 |     |     | 15,6 |
| Наведите курсор мыши на аббревиатуры в заголовке таблицы, чтобы прочесть их расшифровку Статистика приведена с сайта sports-reference.com |         |        |       |    |    |      |      |     |      |      |     |     |     |      |